# USS LST-589
O USS LST-589 foi um navio de guerra norte-americano da classe LST que operou durante a Segunda Guerra Mundial.